# Antonio Sillero

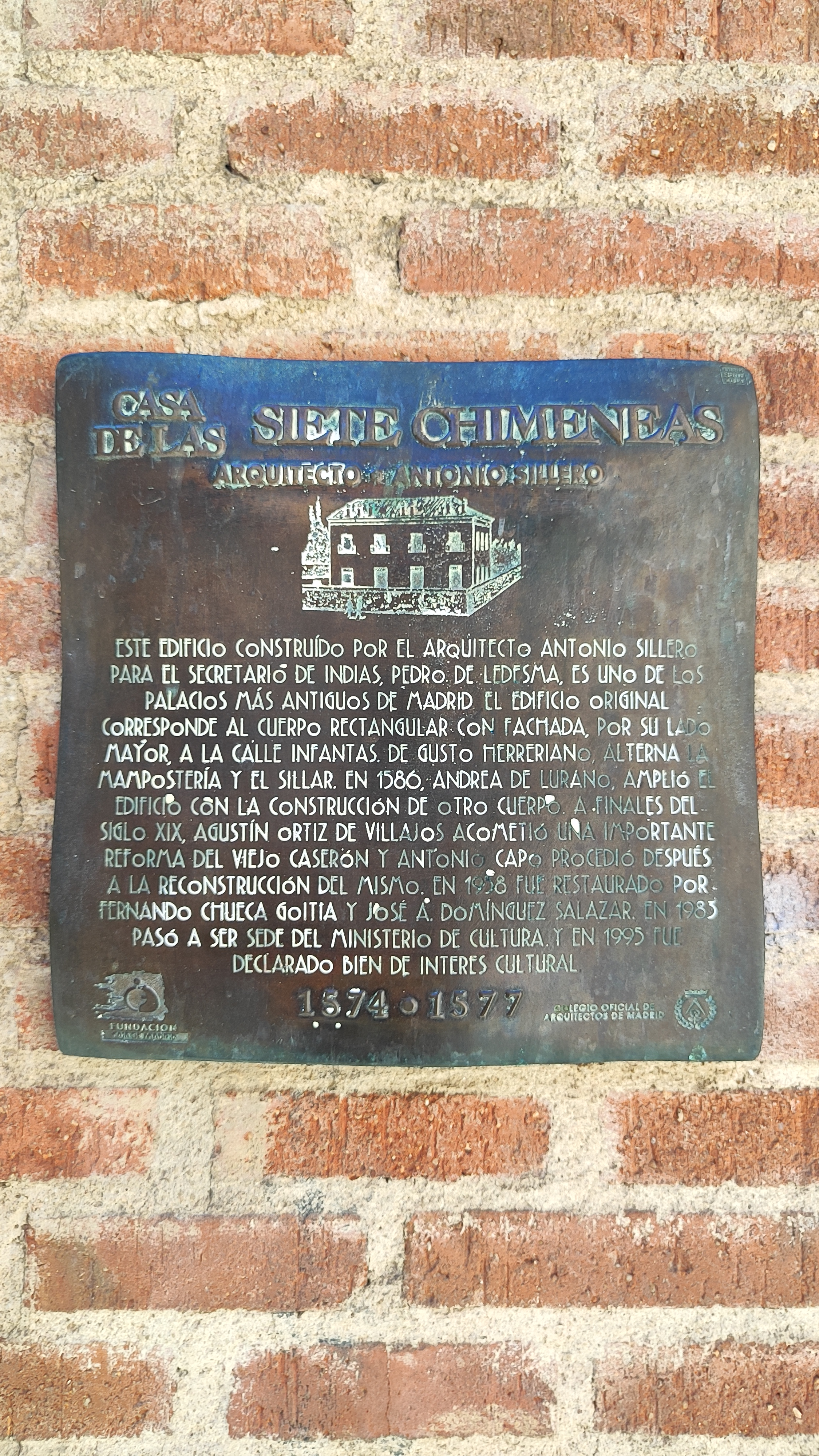
Placa conmemorativa en la Casa de las Siete Chimeneas, obra notable de Antonio Sillero.

Antonio Sillero fue un alarife español del siglo xvi, hermano de Diego Sillero y Francisco Sillero. Entre sus obras en la Villa de Madrid, se encuentran la Casa de las Siete Chimeneas (con modificaciones posteriores de Juan de Herrera) y el Monasterio de las Descalzas Reales (por encargo de la Princesa Doña Juana), obra que tradicionalmente fue atribuida a Juan Bautista de Toledo, a quien podría asignarse la fachada, en severo estilo clásico. Antonio Sillero también aparece en la asignación municipal de las primeras obras de la Plaza Mayor antes de su asignación a Juan Gómez de Mora.